# Michel Dieudé

a Compétitions nationales et continentales officielles uniquement.

Dernière mise à jour le 4 juillet 2023.
Michel Dieudé, né le 16 février 1978 à Paris, est un joueur de rugby à XV français qui évolue au poste de troisième ligne aile au sein de l'effectif de l'AS Béziers Hérault (1,95 m pour 90 kg).
Appelé dans le groupe France début 2002 par Bernard Laporte, il ne connaîtra finalement aucune sélection. Avec l'ASM Clermont Auvergne, il remporte le Challenge européen en 2007. 
Michel Dieudé est également le père de deux jeunes filles Carla Dieudé, athlète professionnelle du CA de Pézenas, plusieurs fois championne, et de Marilou Dieudé.

## Carrière
- 1998-2003 : AS Béziers
- 2003-2007 : ASM Clermont
- 2007-2008 : Racing Métro 92
- 2008-2010 : AS Béziers
- 2010-2011 : Stade piscénois
- 2011-2015 : Saint-Affrique (entraineur-joueur)
- Depuis 2015 : R.O.A (Rugby olympique agathois : Fédérale 2) : (entraineur)

## Palmarès

### En club
- Finaliste du championnat de France : 2007 (mais il ne joua ni la demi-finale, ni la finale)
- Vainqueur du challenge européen : 2007

### En équipe nationale
- Équipe de France A
- Équipe de France Universitaire